# Apol·lòdot II

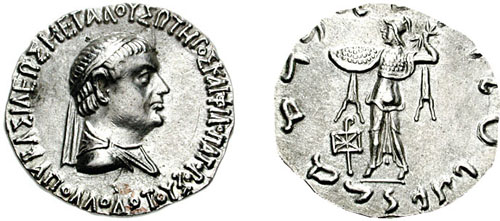
Moneda d'Apol·lòdot II (80-65 aC).

Apol·lòdot II Soter (grec antic: Απολλόδοτος) fou un rei indogrec que va regnar a l'est i oest del Panjab. Osmund Bopearachchi el data vers 80-65 aC, i RC Senior vers 85-65 aC. Fou un rei important que hauria restablert el regne Indogrec després del parèntesi de Maues. Tàxila, al Panjab occidental, fou reconquerida als nòmades escites i segons Bopearachchi els territoris orientals foren recuperats de mans de reis hindús.
Apol·lòdot II sembla membre de la dinastia de Menandre I, ja que va utilitzar la típica deïtat Atena Alcidemos a la major part de les seves monedes d'argent i el títol de Soter (grec: ΣΩΤΗΡ "el Salvador") en totes les seves monedes; en algunes a més s'esmenta com Filopator (grec: ΦΙΛΟΠΑΤΩΡ Philopator, "Que estima al seu pare"), que probaria que el seu pare havia estat rei abans que ell. R C Senior considera que aquest pare havia de ser Amintes o Epandre.
Apol·lòdot va començar a regnar segurament al Panjab quan Maues governava a Gandhara i tenia capital a Tàxila. Probablement a la mort de Maues, Apol·lòdot va conquerir Tàxila, encara que no se sap si era enemic de Maues i els seus descendents o hi estava aliat o relacionat per algun enllaç. Els darrers reis indogrecs haurien estat una barreja de grecs i escites. R C Senior suggereix que Apol·lòdot va fer aliança amb un altre rei escita, Azes I. Els escites dominaven Gandhara que van perdre a la mort de Maues i petits reietons barrejats o d'origen incert, com Artemidor Anicet, fil de Maues, o Tèlef Evèrgetes, i fins i tot Menandre II, van emergir a la zona. Aquestos reis no foren rivals per Apol·lòdot II, que en alguna de les seves monedes assoleix el títol de Basileus Megas (grec: ΒΑΣΙΛΕΥΣ ΜΕΓΑΣ "Gran Rei"), com a continuació de Maues que es titulava "Gran Rei de Reis".
A la mort d'Apol·lòdot II, el regne Indogrec es va fragmentar altre cop.

## Monedes
Apol·lòdot II va encunyar un gran nombre de monedes entre elles d'argent on apareix amb diadema, a un costat, i amb Atena Alcidemos a l'altra cara. Hi ha una única moneda on al revers hi ha la imatge d'un rei, possiblement Alexandre el Gran muntat en un cavall de corns similar al Bucèfal d'Alexandre i fent amb les mans un gest de benedicció. Les monedes de bronze mostren a Apol·lo i un trípode de sacrifici, un model introduït pel seu homònim Apol·lòdot I.
Les monedes d'Apol·lòdot II foren de qualitats diferents. Algunes tenen imatges del rei realistes característiques dels primers temps del regne i Bopearachchi atribueix aquestes sèries a la part occidental del seu regne; altres són de mala qualitat i les imatges apareixen distorsionades, i Bopearachchi les considera de les fàbriques de la part oriental, probablement fetes per fonedors indis amb poc coneixement dels gravats grecs.
En algunes monedes hi ha monogrames extres en kharosthi que s'han interpretat des de W.W. Tarn, que pertanyien a oficials amb noms indis. Les monedes indiquen que Apol·lòdot va confiar més en els seus súbdits indis que els reis anteriors i que va obrir fàbriques de moneda a les parts orientals on la presència grega era insignificant.
Apol·lòdot II va regravar monedes de bronze de Maues. Al seu torn algunes de les seves monedes foren regravades per Zoilos II i per Azes I.